# Hildebrand und Wolfmüller
Die Hildebrand & Wolfmüller von 1894 war das erste serienmäßig produzierte Motorrad der Welt; der Daimler-Reitwagen von 1885 war ein Versuchsträger für den Motor und blieb ein Einzelstück.

## Vorgeschichte
1887 gründete der Maschinenbau-Ingenieur und begeisterte Radsportler Heinrich Hildebrand (1855–1928) die Zeitschrift Radfahr-Chronik; 1889 konstruierte er zusammen mit seinem Bruder Wilhelm ein Dampfrad, das aber nicht den erhofften Erfolg brachte. Das Modell wurde weiterentwickelt, und 1893 gelang es, für das einzige Exemplar einen Käufer in Paris zu finden. Dieser nahm am 14. November 1896 unter der Startnummer 18 am „Emancipation Run“ nach Aufhebung des Red Flag Acts teil. Das Dampfrad ist heute im Londoner Science Museum zu besichtigen.
1892 beauftragte Hildebrand den Konstrukteur Alois Wolfmüller mit der Ausarbeitung eines Motorrads mit Benzinmotor nach Daimler. Wolfmüller, der unter anderem bei Dürkopp in Bielefeld und Carl Benz in Mannheim arbeitete, engagierte seinen Jugendfreund und Ingenieur Hans Geisenhof sowie Ludwig Rüb und Johann Strömel als Mitarbeiter.

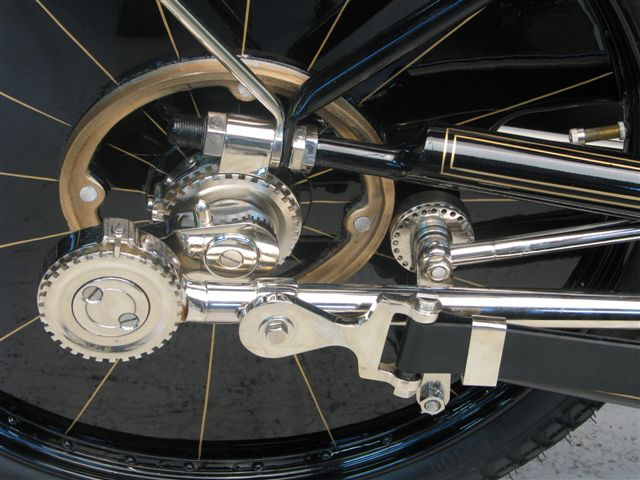
Hinterradnabe mit Nockenscheibe und „Kolbenrückzugsfeder“ (Aufnahme eines Nachbaus)

## Entwicklung
Ende 1893 war die Entwicklung abgeschlossen und ein erster Prototyp für Testfahrten wurde gebaut. Der Prototyp, der heute im Besitz des Deutschen Museums ist, soll für 430 Mark gebaut worden sein. Bei den ersten Versuchen, noch mit einem Zweitakt-Tandemmotor, gab es Verletzte. Der Mechaniker Strömel vergaß, den Verbindungsbolzen mit einem Splint zu sichern; der herausfliegende Kolben schlug ihm den Arm ab.
Am 10. Januar 1894 startete der erste Probelauf und am 18. und 19. Januar 1894 gab es die ersten Probefahrten in Bamberg, wo Wolfmüller und Geisenhof ihre Werkstatt hatten. „Dabei lief das Motorrad zwar gleichmäßig, jedoch rückwärts“. Ende Januar 1894 überstand das Motorrad unter dem Fahrer Geisenhof eine Dauerfahrt über „100 Runden an der Landsberger Allee“ in München.
Im Patent vom 20. Januar 1894 (DRP 78553) wird das Zweirad mit Petroleum als „Motorrad“ bezeichnet. Das Patent wurde den Ingenieuren Alois Wolfmüller und Hans Geisenhof erteilt. Die Motorradfabrik nahm am 1. März 1894 auf dem Grundstück Colosseumstraße 1 in München ihren Betrieb auf.

### Technik
Der wassergekühlte Motor war in einem Vierfach-Rohrrahmen untergebracht, dessen Bauweise später von Alfred Angas Scott bei seinem ersten Modell 3 3/4 übernommen wurde. Das vordere Speichenrad mit Veith-Schlauchreifen hatte einen Durchmesser von 26 Zoll, das Hinterrad bestand aus einem 22-Zoll-Metallschwungrad, dessen Veith-Schlauchreifen mit Metallnieten als Profil ausgestattet waren. Die Steuerung der Auslassventile (12,7 mm Durchmesser) erfolgte über eine an der Hinterradnabe angebrachten Nockenscheibe, die damit über lange Stoßstangen und Umlenk-Hakenhebel die Kipphebel betätigte; d. h., dass die Nockenscheibe mit ganzer Kurbelwellendrehzahl umläuft. Die Einlassventile waren als Schnüffelventile ausgebildet. Die Pleuelstangen des Motors wirkten direkt auf das als Kurbelwelle fungierende Hinterrad. Verstellbare Gummibänder holten die Pleuel zurück. Obwohl zumeist behauptet wird, es gäbe keine Kolbenrückziehfeder als Bauteil in Kolbenmotoren, hatten die Gummibänder der Hildebrand & Wolfmüller diese Funktion. Hinter dem vorderen Emailleschild befand sich der Luftfilter für die Luftzufuhr (Ansaug- und Rückführungsrohr) des Brenners der Glührohrzündung. Dahinter war das Regulierungsventil für den Oberflächenvergaser, der über Rückschlagsiebe und Schwimmer verfügte.

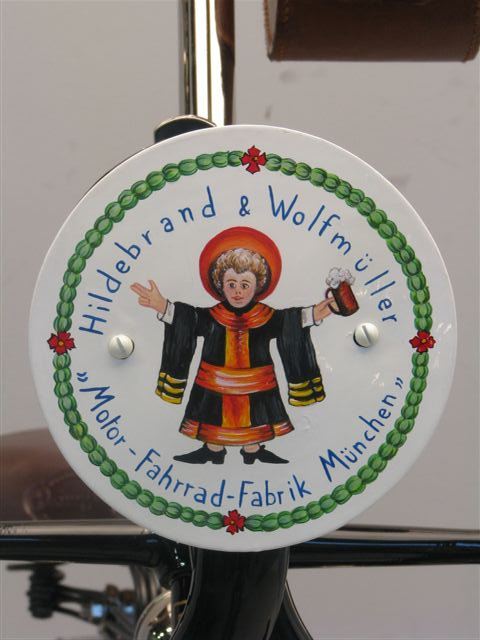
Vorderes Emailleschild (vor dem Lenkkopf)

Das hintere Schutzblech diente als Wassertank der Thermosiphonkühlung, der Ölbehälter befand sich in den vorderen Rahmenrohren, ein konstruktives Detail, das erst 50 Jahre später wieder Einzug in die Motorradtechnik hielt. Am Vorderrad war eine fahrradübliche Klotzbremse vorhanden, das Hinterrad war ungebremst. Aus heutiger Sicht erstaunlich war eine Notbremse mittels Sporn als Bremsanker. Die Werbebroschüre aus dem Jahr 1894 führt dazu aus:
„Unter dem Zwillings-Cylinder ist eine neuartige Bodenbremse angebracht, welche mittelst der Füsse nach Verlassen der Fussruher in Wirkung gesetzt wird. Diese Bremse greift direkt am Boden in der Spur der beiden Räder an.“
Zum Starten musste die „Kerze“ der Glührohrzündung vorgeheizt werden, danach wurde das Motorrad angeschoben und zum Anhalten die Benzinzufuhr mit einem Hebel am rechten Lenkerende unterbrochen.

### Verbreitung

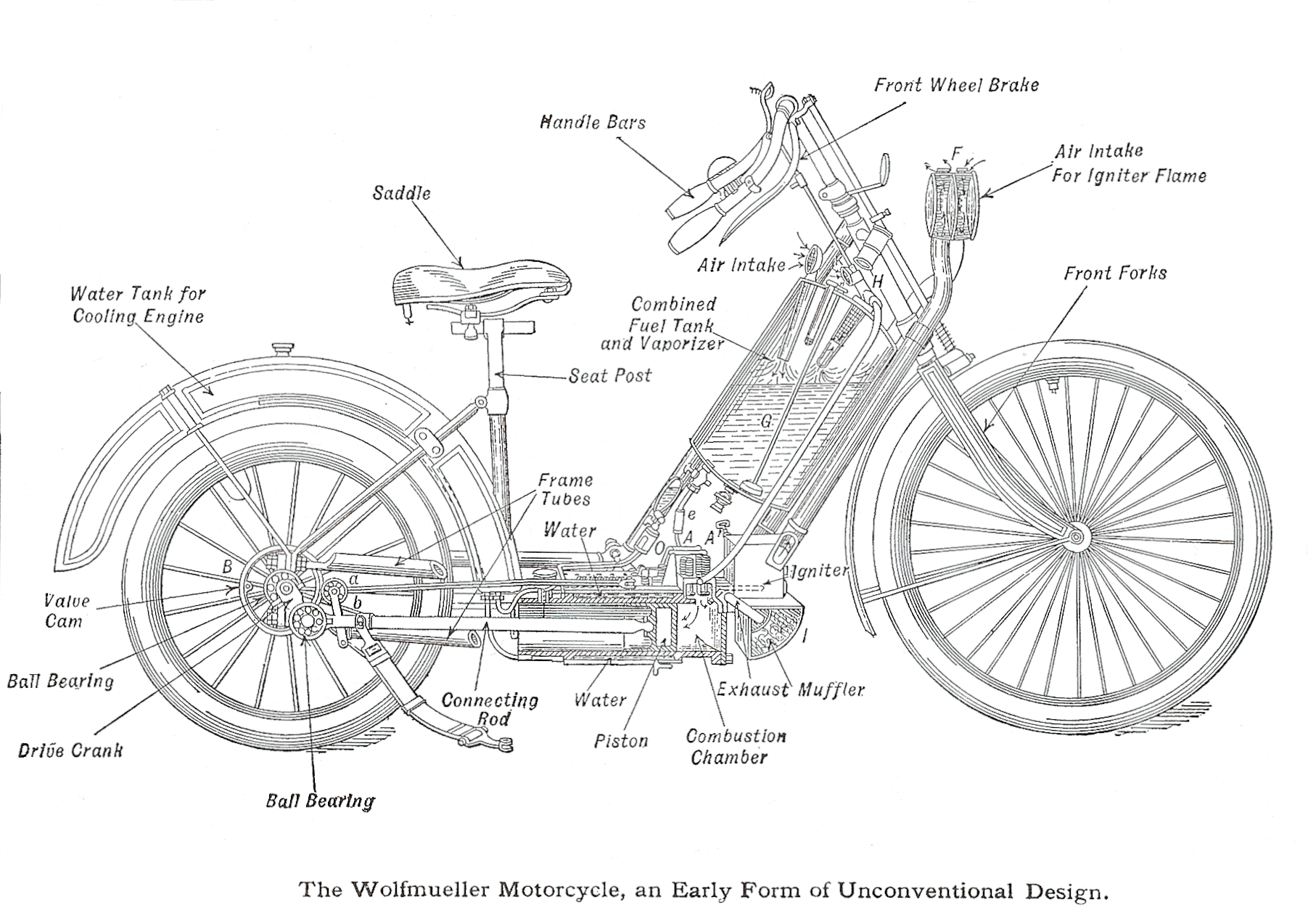
Technische Beschreibung der Hildebrand & Wolfmüller

Da Hildebrand & Wolfmüller in bis zu fünf Werkstätten produzieren ließen, die ihre Teile getrennt durchnummerierten, ist eine konkrete Zahl der gebauten Motorräder nicht bekannt. Rauck gibt zwischen 800 und 2000 Stück an, Spies erscheint die Zahl von 930 gebauten Exemplaren zu hoch, Alois Wolfmüller gab 1929 in der ADAC Motorwelt eine Zahl von 350 bis 400 an. Acht bis zehn Motorräder pro Tag sollen im ersten Jahr das Werk verlassen haben. Auf seinem Höhepunkt hatte das Unternehmen 850 Arbeiter und 50 Angestellte in vier Zweigwerken. Lizenzen wurden nach Frankreich an Duncan & Suberbie & Cie. in Croissy vergeben – dort wurde die Hildebrand & Wolfmüller unter dem Namen Pétrolette angeboten –, Werksvertretungen gab es europaweit. Die Preise lagen zwischen 850 und 1200 Mark (entspricht heute zwischen 7.000 und 10.000 Euro). Bei der Bestellung mussten 300 Mark Anzahlung geleistet werden; die Wartezeit bis zur Auslieferung betrug drei Monate.

### Fahrberichte
Kunden (die einen Einweisungslehrgang absolvieren mussten) bemängelten den stoßartigen Motorlauf bei niedrigen Drehzahlen, die feuergefährliche Glührohrzündung und den unzureichenden Oberflächenvergaser, der sich in der warmen Jahreszeit am wohlsten fühlte.
H. O. Duncan: „Es war etwas Übernatürliches in der Art, wie sie vorwärtssprang, und wer konnte mir sagen, ob sie nicht jeden Augenblick durchgehen könnte wie ein Pferd. […] Ich dachte daran umzukehren, aber, um die Wahrheit zu sagen, ich konnte nicht wenden. […] alles, was ich tun konnte, war, geradeaus zu steuern.“
Oscar Koch: „Bei Fahrten, die ich selbst unternommen habe, streikte der Motor nicht nur schon bei ganz geringen Steigungen, sondern er blieb zuweilen sogar in der Ebene stehen. Der Hauptgrund des Versagens lag wohl darin, daß die Kraft des Motors nicht durch Riemen, sondern durch Kurbeln und Kurbelstangen auf das Hinterrad des Fahrzeugs übertragen wurde, wobei dem Motor jegliche Schwungmassen fehlten, so daß seine Kolben durch Gummibänder, die sich beim Explosionshube spannten, zurückgezogen werden mußten. Die beste Kraft des Motors wurde daher beim Spannen dieser Gummibänder vergeudet, die zudem in den meisten Fällen die Kurbeln nicht einmal über den toten Punkt hinwegzuführen vermochten“.
Spies schreibt: „Das Motorrad war als Spielzeug zwar interessant, als Alltagsgefährt jedoch untauglich“.

### Renneinsätze
Zu Werbezwecken nahm Hildebrand & Wolfmüller im Motorsportjahr 1895 an mindestens zwei Rennen teil. Am 18. Mai 1895 starteten Giovanni Battista Ceirano und Alois Wolfmüller beim Esperimento di corsa di veicoli automotori, das von Turin nach Asti und zurück führte. Dieses Rennen gilt als erstes italienisches Automobilrennen überhaupt. Hinter Simone Federmann, der auf einem Daimler-Automobil mit einer Durchschnittsgeschwindigkeit von 15,5 km/h gewann, belegte Ceirano Rang zwei, Wolfmüller wurde Dritter. Von den fünf angetretenen Startern erreichten nur diese drei das Ziel.
Nur wenige Wochen später stellten sich beim Rennen Paris–Bordeaux–Paris allerdings eklatant die Schwächen der Maschine heraus, und beide Piloten mussten etwa in der Mitte des Rennens aufgeben.

## Produktionsende
Entscheidend für den Niedergang der Motorradfabrik und des ersten serienmäßig hergestellten Motorrads waren die technischen Unzulänglichkeiten und letztlich die Konkurrenz aus Frankreich. Die Motorräder von De Dion-Bouton waren fortschrittlicher, die Hildebrand & Wolfmüller mit ihrem starren Antrieb war konstruktionsbedingt nicht entwicklungsfähig. Die Produktion endete im Oktober 1895, und am 2. November 1895 wurde das Konkursverfahren eröffnet. Der französische Lizenznehmer meldete ebenfalls Ende 1895 Konkurs an. Hildebrand gelang es, den Konkurs bis Ende 1897 hinauszuzögern. Wolfmüller schied am 19. Mai 1897 aus dem Unternehmen aus und am 27. Juli 1897 meldete Hildebrand noch ein weiteres Patent an. Wolfmüller konstruierte danach ein neues Modell mit stehendem Einzylindermotor, Wellenantrieb und Kupplung. Das Patentmodell vom 5. Oktober 1899, über seinen Vater angemeldet, wurde jedoch nie gebaut.

### Erhaltene Motorräder
Acht Hildebrand & Wolfmüller-Motorräder sind in Deutschland erhalten, dazu der Prototyp von 1893. Ausgestellte Hildebrand & Wolfmüller-Motorräder sind im Deutschen Museum in München, im Deutschen Zweirad- und NSU-Museum in Neckarsulm, im Motorradmuseum auf Schloss Augustusburg und im PS.SPEICHER in Einbeck zu besichtigen. Das Auktionshaus Bonhams versteigerte anlässlich der International Classic MotorCycle Show in Stafford am 25. April 2010 eine original erhaltene Hildebrand & Wolfmüller, die um 1930 zuletzt gelaufen sein soll. Die Versteigerung erzielte 86.200 GBP (damals etwa 102.550 Euro). Ein Jahr später wurde bei Bonhams in Las Vegas eine restaurierte Maschine versteigert. Diese erzielte einen Verkaufspreis von 161.000 USD (damals etwa 123.850 Euro).

### Nachbauten
Die Brüder Thomas und Michael Leibfritz bauten die Hildebrand & Wolfmüller in kleiner Stückzahl nach. Eine weitere Kleinserie wurde von Mike Kron aufgelegt.